# 髑髏城の七人
『髑髏城の七人』（どくろじょうのしちにん）は、劇団☆新感線における「いのうえ歌舞伎」と呼ばれる演目シリーズの1つであり、劇団の代表作。英題は“SEVEN SOULS IN THE SKULL CASTLE”。中島かずき作。演出はいのうえひでのり。

## 概要
初演は東京国際演劇祭'90に参加した1990年11月16日の池袋西口公園テントを皮切りに、近鉄劇場、シアターアプルで全14ステージ上演された。主演は古田新太で、主人公の捨之介と敵役の天魔王を「一人二役」で演じた。以来、7年ごとに設定や演出、アプローチを多種多様に変えて上演されている。
初演から評判は良かったものの、作者の中島かずきも演出のいのうえひでのりも出来栄えに納得していなかった。そこで、1997年の再演ではリベンジとしてストーリーや演出を大幅に手直し。殺陣においても、前年の『野獣郎見参』からアクションクラブが参加したことでスキルがあがり、その結果、いのうえ歌舞伎の最高傑作ともいわれるほどにグレードアップした。
2004年には“ドクロイヤー”と称し、ストレートプレイを強調した『髑髏城の七人〜アカドクロ』（主演：古田新太）と、歌や踊りのエンターテインメント性を強調したInouekabuki Shochiku-mix『髑髏城の七人〜アオドクロ』（主演：市川染五郎）をそれぞれ上演。同じ年の春秋にキャストを変え、演出を変えて連続上演するという趣向で話題となる。
これ以降「髑髏城の七人は7年ごとに再演される」という冗談が現実のものとなっていき、2011年には小栗旬主演で新世代の若いキャストを迎えた新たな『髑髏城の七人』（通称：ワカドクロ）が上演された。全く新しい着想を得て設定もストーリーも大胆に変更され、一人二役が定番だった捨之介と天魔王もそれぞれ別の役者が演じた。
2017年には＜ONWARD presents 劇団☆新感線『髑髏城の七人』 Produced by TBS＞として、IHIステージアラウンド東京のこけら落とし公演を行った。2018年までのロングラン公演となり、「花」「鳥」「風」「月」の4シーズンに分け、シーズンごとに異なるキャストと脚本・演出によって上演。
さらに、“花・鳥・風・月”の後に2018年3月下旬より新作として『修羅天魔～髑髏城の七人Season極(ゴク)』が上演された。主要キャラクターである捨之介と蘭兵衛が登場しない新たな「髑髏城の七人」として描かれ、主演に天海祐希を迎え、古田新太が2004年の再演以来14年ぶりに天魔王を演じた。

## あらすじ
天正18年、本能寺の変で織田信長が明智光秀に討ち取られてより8年が経過した時代。
天下統一を目前とした豊臣秀吉の支配がいまだ届いていない関東は、天魔王と呼ばれる仮面の男が率いる「関東髑髏党」に支配されていた。
なりゆき上、関東髑髏党に追われていた少女、沙霧を助けた捨之介は、偶然知り合った狸穴二郎衛門とともに、旧知の無界屋蘭兵衛を頼って色街「無界の里」へと向かう。
しかし、無界の里で沙霧を匿ってもらおうと思っていた矢先、里は髑髏党の襲撃を受けてしまう。天魔王と戦うことを決意する捨之介たち。
果たして捨之介や天魔王と蘭兵衛の因縁とは──？

## 登場人物
捨之介（すてのすけ）
“玉ころがしの捨之介”を通り名にし、全国を渡り歩き女を色里に売ったりしている着流し姿の浪人。信長と瓜二つの顔を持ち、かつては影武者として仕えていた。決め台詞は「浮世の義理も昔の縁も三途の川に捨之介」。
2011年のワカドクロ以降、信長の影武者で瓜二つの顔を持つという設定をオミットしたバージョンも存在する。
天魔王（てんまおう）
“関東髑髏党”を率いる首領で、無敵の鎧と呼ばれる漆黒の甲冑を纏い、髑髏の仮面を被った髑髏城の主。天下を手中に収めようという野望を抱いている。信長と瓜二つの顔を持ち、かつては影武者として仕えていた。捨之介と同じ顔を持つため一人二役であるが、捨之介と同時に登場するシーンでは仮面をかぶった別役者が演じる。
捨之介同様、ワカドクロ以降、信長の影武者設定を廃し捨之介とは別の演者が演じるバージョンも登場し、その場合はやや設定が異なる。
沙霧（さぎり）
髑髏城から逃げてきたところを捨之介たちに助けられた少女。築城を生業とする熊木衆の生き残りで、天才といわれた熊木赤針斎の孫。髑髏城の図面の持ち主であり、彼女が図面を持ち出し髑髏党に追われたことから物語が始まる。「season月」では霧丸と改められ、男性が演じる。
無界屋蘭兵衛（むかいやらんべえ）
関東一の色里である“無界の里”の主。冷静沈着で無口な美丈夫。商人だが剣の腕は随一。かつては捨之介や天魔王と共に信長に仕え、森蘭丸を名乗っていた男。初演および「アカドクロ」では女という設定。
極楽太夫（ごくらくたゆう）
関東以西にまでその名を轟かせる、無界の里一の人気を誇る太夫。蘭兵衛と共に無界の里の人間達を束ねている。元は雑賀の鉄砲衆。気風がよく、仲間想いで姉御肌。演じる役者によって関西弁で喋ることもある。「season極」では、登場しない捨之介に変わる主人公として登場。因縁深い天魔王と愛憎劇を繰り広げる。
兵庫（ひょうご）
野武士集団“関八州荒武者隊”の頭目。弱きを助け強きをくじく傾奇者。背に大太刀を背負っているが決して抜くことはなく、誰が呼んだか“抜かずの兵庫”。極楽太夫に惚れているがなかなか相手にされない。「アオドクロ」では忠馬という名前に変更されている。
裏切り渡京／裏切り三五（うらぎり　ときょう／うらぎり　さんご）
荒武者隊の一員。乱世を生き抜くために事あるごとに仲間を裏切る男。周りの人間の期待を裏切る事と騙し討ちを得意とするが、根っからの悪人ではない。上演ごとに渡京と三五が入れ替わって登場する。ともに家名は小田切（おだぎり）だが、渡京は長髪で丸眼鏡（下弦の月では裸眼）をかけた侍で、三五は乱暴な口調の浪人または野武士である。「Season鳥」の渡京は荒武者隊の一員ではなく北条家家臣という設定。小説版には渡京が登場する。
礒平（いそへい）
無界の里に紛れ込んだ百姓。その正体は弟の兵庫を探しに来た兄。再演版（1997年）で初登場。役名は演じる役者の名前から一部をとるため「礒平」「仁平」「少吉」「いん平」「ぜん三」など様々であり、小説版では「のぎ平」。
「Season鳥」では兵庫の息子、「Season月」では兵庫の父という設定。
贋鉄斎（がんてつさい）
捨之介の昔馴染みの刀鍛冶。自分の打った刀の切れ味を己の体で試すという変わり者。無敵の鎧を斬る「斬鎧剣」を打ち、「百人斬り」を考案する。ワカドクロでは、本来の贋鉄斎が病死したため、女房が名前を引き継いだ設定になっている。弟子のカンテツが登場する「アオドクロ」と「Season極」では、ちょっとした事故で死んでしまう設定になっている。また、「Season極」では刀鍛冶ではなく鉄砲鍛冶になっている。
カンテツ
「アオドクロ」と「season極」に登場する贋鉄斎の弟子。「刀」を「タナカ」と言うほどのとぼけた性格だが、腕は師の贋鉄斎と肩を並べるほど。カンテツが登場する作品では贋鉄斎の代わりに活躍する。「Season極」では鉄砲鍛冶なのに研ぐのが好きという設定。
狸穴二郎衛門（まみあなじろうえもん）
ふらりと無界の里に現れた浪人。捨之介と出会ったことにより騒動に巻き込まれていく。その正体は徳川家康。
服部半蔵（はっとり　はんぞう）
伊賀忍者の頭領。狸穴二郎衛門を護るために現れた腕の立つ忍び。小説版には登場せず、「赤目」というキャラクターがその役割を担う。

## 上演履歴
詳細履歴及びキャストは下記にあり。またクレジット順はバージョンにより毎回異なる。
1990年初演 / 1997年再演 / アカドクロ・アオドクロ（2004年） / 2011年版（ワカドクロ） / 2017-2018年版 Season花・Season鳥・Season風・Season月・修羅天魔～Season極

### 歴代キャスト一覧
| 公演年                                           | 捨之介       | 天魔王       | 沙霧             | 無界屋蘭兵衛 | 極楽太夫 | 兵庫                  | 渡京／三五         | 礒平                   | 贋鉄斎                         | 狸穴二郎衛門 |
| ------------------------------------------------ | ------------ | ------------ | ---------------- | ------------ | -------- | --------------------- | ------------------ | ---------------------- | ------------------------------ | ------------ |
| 1990年 初演                                      | 古田新太     | 古田新太     | 高田聖子         | 鳳ルミ       | 羽野アキ | 橋本じゅん            | 粟根まこと（渡京） | ―                      | 逆木圭一郎                     | 竹田団吾     |
| 1997年 再演                                      | 古田新太     | 古田新太     | 芳本美代子       | 粟根まこと   | 高田聖子 | 橋本じゅん            | 河野まさと（三五） | 礒野慎吾               | 逆木圭一郎                     | こぐれ修     |
| 2004年 アカドクロ                                | 古田新太     | 古田新太     | 佐藤仁美         | 水野美紀     | 坂井真紀 | 橋本じゅん            | 河野まさと（三五） | 礒野慎吾               | 梶原善                         | 佐藤正宏     |
| 2004年 アオドクロ                                | 市川染五郎   | 市川染五郎   | 鈴木杏           | 池内博之     | 高田聖子 | 佐藤アツヒロ （忠馬） | 粟根まこと（渡京） | 村木仁（仁平）         | 逆木圭一郎／カンテツ：三宅弘城 | ラサール石井 |
| 2011年 ワカドクロ                                | 小栗旬       | 森山未來     | 仲里依紗         | 早乙女太一   | 小池栄子 | 勝地涼                | 河野まさと（三五） | 礒野慎吾               | 高田聖子                       | 千葉哲也     |
| 2017年 season花                                  | 小栗旬       | 成河         | 清野菜名         | 山本耕史     | りょう   | 青木崇高              | 河野まさと（三五） | 礒野慎吾               | 古田新太                       | 近藤芳正     |
| 2017年 season鳥                                  | 阿部サダヲ   | 森山未來     | 清水葉月         | 早乙女太一   | 松雪泰子 | 福田転球              | 粟根まこと（渡京） | 少路勇介（少吉）       | 池田成志                       | 梶原善       |
| 2017年 season風                                  | 松山ケンイチ | 松山ケンイチ | 岸井ゆきの       | 向井理       | 田中麗奈 | 山内圭哉              | 河野まさと（三五） | 礒野慎吾               | 橋本じゅん                     | 生瀬勝久     |
| 2017-18年 season月 上段：上弦の月 下段：下弦の月 | 福士蒼汰     | 早乙女太一   | 平間壮一（霧丸） | 三浦翔平     | 高田聖子 | 須賀健太              | 粟根まこと（渡京） | 村木仁（じん平）       | 市川しんぺー                   | 渡辺いっけい |
| 2017-18年 season月 上段：上弦の月 下段：下弦の月 | 宮野真守     | 鈴木拡樹     | 松岡広大（霧丸） | 廣瀬智紀     | 羽野晶紀 | 木村了                | 伊達暁（渡京）     | インディ高橋（いん平） | 中村まこと                     | 千葉哲也     |

|                           | 極楽太夫 | 天魔王   | 沙霧       | 夢三郎 | 兵庫     | 三五       | ぜん三 | カンテツ | 清十郎   | 狸穴二郎衛門 |
| ------------------------- | -------- | -------- | ---------- | ------ | -------- | ---------- | ------ | -------- | -------- | ------------ |
| 2018年 修羅天魔～Season極 | 天海祐希 | 古田新太 | 清水くるみ | 竜星涼 | 福士誠治 | 河野まさと | 梶原善 | 三宅弘城 | 川原正嗣 | 山本亨       |

### 初演版（1990年）
いのうえ歌舞伎 巻之四『髑髏城の七人』
- 1990年11月16日-11月18日：池袋西口公園テント
- 1990年12月29日-12月30日：近鉄劇場
- 1991年2月9日-2月11日：シアターアプル
- 作：中島かずき
- 演出：いのうえひでのり

出演
- 玉ころがしの捨之介／天魔王：古田新太
- 沙霧：高田聖子
- あかね／極楽太夫：羽野アキ
- 抜かずの兵庫：橋本じゅん
- 抜きの大吉：橋本さとし
- 裏切り渡京：粟根まこと
- 贋鉄斎：逆木圭一郎
- 無界屋蘭兵衛：鳳ルミ
- 狸穴二郎衛門：竹田団吾
- 服部半蔵／遠山景政：枯暮修
- 獣田素振之介：猪上秀徳
- 半吉：河野まさと
- 謎の南蛮人：右近健一
- 邪眼：インディー高橋
- 不動：フランキー仲村
- 無明：村木よし子
- 無音：下村トモコ
- 疾風：サコ
- その他：乾肇・石田アキラ・礒野慎吾
- お香：陣内かおり
- お知：出来とも子
- お結：仲町ゆう子
- お美穂：筒井みほ
- お由香：庄野ゆかり
- お佳奈：山本カナコ
- お桂：神谷桂子
- お昌：前田まさよ

### 再演版（1997年）
1997年劇団☆新感線秋公演 いのうえ歌舞伎『髑髏城の七人』
- 1997年9月25日-9月28日：中座
- 1997年9月30日-10月1日：愛知厚生年金会館
- 1997年10月8日-10月21日：サンシャイン劇場
- 1997年11月2日：大野城まどかぴあ
- 作：中島かずき
- 演出：いのうえひでのり

出演
- 玉ころがしの捨之介／天魔王：古田新太[注 2]
- ぺてんの沙霧：芳本美代子
- 極楽太夫：高田聖子
- 抜かずの兵庫：橋本じゅん
- 無界屋蘭兵衛：粟根まこと
- 贋鉄斎：逆木圭一郎
- 裏切り三五：河野まさと
- 居合の陰兵衛：インディ高橋
- 威張りの不乱坊：フランキー仲村
- 目張りの目多吉：吉田メタル
- 鬼楽因果丸：右近健一
- 斬馬：田尻茂一
- 胡蝶丸：前田悟
- 龍舌丸：大林勝
- 無明：村木よし子
- 無音：山本カナコ
- 餓毘羅：タイソン大屋
- 苦毘羅：はだ一朗
- 鉄機兵たち：船橋裕司・武田浩二・山口貴史・林裕隆
- およし：村木よし子
- おかな：山本カナコ
- おけい：杉本恵美
- おとし：江本敏子
- ほうじ：保地有紀子
- おさと：中谷さとみ
- おまさ：平川雅子
- なるみ：中村成美
- ひろし：真藤洋
- 礒平：礒野慎吾
- 服部半蔵／仮面の天魔王：川原正嗣[注 2]
- 狸穴二郎衛門：こぐれ修

### アカドクロ版（2004年）
いのうえ歌舞伎『髑髏城の七人〜アカドクロ』
- 2004年4月17日-4月18日：滋賀県立芸術会館びわ湖ホール 大ホール
- 2004年4月29日-5月8日：新国立劇場 中劇場
- 2004年5月18日-5月24日：大阪厚生年金会館 大ホール
- 2004年5月31日-6月6日：東京厚生年金会館 大ホール
- 作：中島かずき
- 演出：いのうえひでのり

出演
- 玉ころがしの捨之介／天魔王：古田新太[注 2]
- 無界屋蘭兵衛：水野美紀
- 沙霧：佐藤仁美
- 極楽太夫：坂井真紀
- 抜かずの兵庫：橋本じゅん
- 裏切り三五：河野まさと
- あやまり陰兵衛：インディ高橋
- 逃げ腰目多吉：吉田メタル
- 殴られ健八：保井健
- 従順一朗太：中野順一朗
- 尻馬鹿之進：鹿野哲郎
- 犬神泥帥：右近健一
- 胡蝶丸：山本カナコ
- 龍舌丸：前田悟
- 巍岩：横山一敏
- 鉄機兵たち：佐治康志・武田浩二・長谷川聖・大林勝・竹内康博・加藤学・矢部敬三・三住敦洋
- おすぎ：杉本恵美
- おさと：中谷さとみ
- おえま：保坂エマ
- おえり：秋山エリサ
- おゆき：中坪由起子
- おのぞ：川田希
- おさほ：成田さほ子
- おかお：野口かおる
- 礒平：礒野慎吾
- 服部半蔵：川原正嗣
- 狸穴二郎衛門：佐藤正宏
- 斬光の邪鬼丸：山本亨
- 贋鉄斎：梶原善

### アオドクロ版（2004年）
Inouekabuki Shochiku-mix『髑髏城の七人〜アオドクロ』
- 2004年10月6日-10月28日：日生劇場
- 作：中島かずき
- 演出：いのうえひでのり

出演
- 玉ころがしの捨之介／天魔王：市川染五郎[注 2]
- 沙霧：鈴木杏
- 無界屋蘭兵衛：池内博之
- 極楽太夫：高田聖子
- カンテツ：三宅弘城
- 裏切り渡京：粟根まこと
- うなずき才蔵：川原和久
- とどかず大騒：タイソン大屋
- いじられ張太：中野英樹
- さかなで崇助：山中崇
- なげやり栄吉：安田栄徳
- うっかり杉一：杉山圭一
- 鋼の鬼龍丸：高杉亘
- 乱の剛厳丸：小村裕次郎
- 刃の非道丸：川原正嗣
- 無名：前田悟
- 無明：村木よし子
- 無音：山本カナコ
- 魔母衣衆・龍舌：柴田健児
- 魔母衣衆・胡蝶：小寺利光
- 魔母衣衆・玉花：島田裕樹
- 魔母衣衆・富貴：小椋太郎
- 魔母衣衆・素心：蝦名孝一
- およし：村木よし子
- おかな：山本カナコ
- おくず：葛貫なおこ
- おあや：田畑亜弥
- あみゆ：武田みゆき
- おみほ：伊藤美帆（現・いとうまゆ）
- おりえ：嶌村緒里江
- おさや：野澤紗耶
- 仁平：村木仁
- 贋鉄斎／服部半蔵：逆木圭一郎
- 十蔵／巨烈／鉄騎兵／伊賀忍軍：横山一敏
- 全蔵／豪烈／鉄騎兵／伊賀忍軍：藤家剛
- 鉄機兵／伊賀忍軍／徳川兵：竹内康博・中川素州・加藤学・矢部敬三・三住敦洋・佐治康志
- 狸穴二郎衛門：ラサール石井
- こぶしの忠馬：佐藤アツヒロ

### 2011年版（ワカドクロ）
劇団☆新感線2011夏興行　いのうえ歌舞伎『髑髏城の七人』
新たな着想と若いキャストをむかえ、そして捨之介と天魔王の一人二役が、それぞれ独立した役として描かれるという大きな変化を経てストレートプレイとして上演された。よって話の展開、登場人物の性格も大幅に変更されている。通称『ワカドクロ』。
- 2011年8月7日-8月24日：梅田芸術劇場メインホール
- 2011年9月5日-10月10日：青山劇場
- 作：中島かずき
- 演出：いのうえひでのり

出演
- 捨之介：小栗旬
- 天魔王：森山未來
- 無界屋蘭兵衛：早乙女太一
- 極楽太夫：小池栄子
- 兵庫：勝地涼
- 沙霧：仲里依紗
- 贋鉄斎：高田聖子
- 天部の将監：粟根まこと
- 三五：河野まさと
- 狸穴二郎衛門：千葉哲也
- 礒平：礒野慎吾
- 平形源右衛門：インディ高橋
- 服部半蔵：武田浩二
- 迦楼羅の妙声：右近健一
- 夜叉の勇健：川原正嗣
- 修羅の障月：前田悟
- 緊那羅の生駒：山本カナコ
- 摩睺羅伽の姫蝶：保坂エマ
- 伊佐吉：逆木圭一郎
- 善十郎：村木仁
- およし：村木よし子
- おさと：中谷さとみ
- おまき：浜田麻希
- おゆり：平田小百合
- おひろ：松永晃幸
- おのぞ：八木のぞみ
- 青吉：仲圭太
- 白介：橋爪遼
- 黒平：三浦力
- 赤蔵：岩崎祐也
- 黄平次：友部康志
- 髑髏党鉄機兵：武田浩二・藤家剛・加藤学・川島弘之・井上象策・安田桃太郎・伊藤教人・菊池雄人

### 2017 - 2018年 ONWARD presents 劇団☆新感線『髑髏城の七人』 Produced by TBS

#### 髑髏城の七人 Season花
2017年3月30日から6月12日まで、IHIステージアラウンド東京で上演。全85ステージ。通称「花ドクロ」。
- 作：中島かずき
- 演出：いのうえひでのり

出演
- 捨之介：小栗旬
- 無界屋蘭兵衛：山本耕史
- 天魔王：成河
- 極楽太夫：りょう
- 兵庫：青木崇高
- 沙霧：清野菜名
- 狸穴二郎衛門：近藤芳正
- 贋鉄斎：古田新太
- 三五：河野まさと
- 安底羅の猿翁：逆木圭一郎
- 波夷羅の水神坊：吉田メタル
- 摩虎羅の姫跳：保坂エマ
- およし：村木よし子
- 服部半蔵／髑髏党鉄機兵 他：武田浩二
- 平形源右衛門／髑髏党鉄機兵 他：加藤学
- 髑髏党鉄機兵／服部忍群 他：川島弘之・南誉士広・熊倉功・縄田雄哉・藤田修平・北川裕貴
- アンサンブル：池田竜治・後藤祐香・樹麗・田代絵麻・傳田うに・中野順一朗・原田賢治・藤咲ともみ・村井成仁・村本明久・山田寛人・吉田大輝・吉野有美・渡部又吁

#### 髑髏城の七人 Season鳥
2017年6月27日から9月1日まで、IHIステージアラウンド東京で上演。全75ステージ。通称「鳥ドクロ」。
- 作：中島かずき
- 演出：いのうえひでのり

出演
- 捨之介：阿部サダヲ
- 天魔王：森山未來
- 無界屋蘭兵衛：早乙女太一
- 極楽太夫：松雪泰子
- 裏切り渡京：粟根まこと
- 兵庫：福田転球
- 少吉：少路勇介
- 沙霧：清水葉月
- 狸穴二郎衛門：梶原善
- 贋鉄斎：池田成志
- 迷企羅の妙声：右近健一
- 柵底羅の生駒：山本カナコ
- 招杜羅の角丸：村木仁
- 真達羅の爪月：安田栄徳
- 服部半蔵／髑髏党鉄機兵 他：安田桃太郎
- 平形源右衛門／髑髏党鉄機兵／服部忍群 他：下川真矢
- 髑髏党鉄機兵／服部忍群 他：藤家剛・工藤孝裕・井上象策・菊地雄人・伊藤教人・横田遼
- アンサンブル：生尾佳子・伊藤玻羅馬・岩田笙汰・大内唯・奥山寛・上垣内平・嶌村緒里江・常川藍里・東松史子・中根百合香・野田久美子・山口ルツコ・山﨑翔太・矢内康洋

劇中歌のみ
- 神田沙也加
- 滝和祥

#### 髑髏城の七人 Season風
2017年9月15日から11月3日まで、IHIステージアラウンド東京で上演。全56ステージ。通称「風ドクロ」。

花鳥風月のシリーズの中で唯一、捨之介と天魔王の一人二役バージョンとなり、この設定の復活は2004年のアオドクロ以来となる。
- 作：中島かずき
- 演出：いのうえひでのり

出演
- 捨之介／天魔王：松山ケンイチ[注 2]
- 無界屋蘭兵衛：向井理
- 極楽太夫：田中麗奈
- 兵庫：山内圭哉
- 沙霧：岸井ゆきの
- 狸穴二郎衛門：生瀬勝久
- 贋鉄斎：橋本じゅん
- 三五：河野まさと
- 安底羅の猿翁：逆木圭一郎
- 瞬尾/東雲：村木よし子
- おえま：保坂エマ
- 因達羅の蛇眼：吉田智則
- 宮毘羅の猛突：松田慎也
- 服部半蔵／髑髏党鉄機兵 他：武田浩二
- 髑髏党鉄機兵／服部忍群 他：加藤学川島弘之・南誉士広・熊倉功・縄田雄哉・藤田修平・森大・田沼ジョージ
- アンサンブル：穴沢裕介・蝦名孝一・小川慧・小板奈央美・笹丘明里・鈴木智久・鈴木奈苗・鈴木凌平・田代絵麻・棚橋麗音・鉢嶺杏奈・藤咲ともみ・渡部又吁

#### 髑髏城の七人 Season月
2017年11月23日から2018年2月21日まで、IHIステージアラウンド東京で上演。通称「月ドクロ」。

キャストの年齢を更に若返らせ、異なるキャストで構成される「上弦の月」「下弦の月」の2チームが交互に各64ステージ計128ステージの上演を行なう。また、沙霧が改変され霧丸として男優が演じる。
- 作：中島かずき
- 演出：いのうえひでのり

出演　上弦の月 / 下弦の月
- 捨之介：福士蒼汰 / 宮野真守
- 天魔王：早乙女太一 / 鈴木拡樹
- 無界屋蘭兵衛：三浦翔平 / 廣瀬智紀
- 兵庫：須賀健太 / 木村了
- 霧丸：平間壮一 / 松岡広大
- 極楽太夫：高田聖子 / 羽野晶紀
- 狸穴二郎衛門：渡辺いっけい / 千葉哲也
- 小田切渡京：粟根まこと / 伊達暁
- 柵底羅の生駒：山本カナコ / 中谷さとみ
- じん平/いん平：村木仁 / インディ高橋
- 贋鉄斎：市川しんぺー / 中村まこと
- 頞儞羅の剣布：人見早苗 / 肘井美佳
- 真達羅の爪月：横山一敏 / 安田栄徳
- 服部半蔵／髑髏党鉄機 他：安田桃太郎　※シングルキャスト
- 髑髏党鉄機兵 他：（上弦）菊地雄人・あきつ来野良・横田遼・下尾浩章・小村泰士・菅田正照・前川孟論 / （下弦）藤家剛・工藤孝裕・井上象策・長谷川聖・青山郁彦・神田丈志・小笠原祐太
- アンサンブル：（上弦）阿部雄大・池田竜治・伊藤玻羅馬・大内唯・鹿糠友和・菅野仁美・木村桃子・嶌村緒里江・常川藍里・傳田うに・中根百合香・花瑛ちほ・矢内康洋・吉田大輝 / （下弦）岩田笙汰・内田莉紗・大川真煕・北村たくや・小池亮介・後藤祐香・齋藤志野・樹麗・東松史子・中野順一朗・野田久美子・原田賢治・山﨑翔太・山﨑ちさと

#### 修羅天魔 ～髑髏城の七人 Season極
2018年3月17日から5月31日まで、IHIステージアラウンド東京で上演。全76ステージ。

「修羅天魔」と題され、「髑髏城の七人」でありながら捨之介も蘭兵衛も出てこない完全新作となる。主演に天海祐希を迎え、極楽太夫の設定やストーリーを一新し、古田新太演じる天魔王と愛憎劇を繰り広げる。
- 作：中島かずき
- 演出：いのうえひでのり

出演
- 極楽太夫：天海祐希
- 兵庫：福士誠治
- 夢三郎 ：竜星涼[注 1]
- 沙霧：清水くるみ
- カンテツ：三宅弘城
- 狸穴二郎衛門：山本亨
- ぜん三：梶原善
- 天魔王：古田新太
- 迷企羅の妙声：右近健一
- 三五：河野まさと
- 贋鉄斎：逆木圭一郎
- およし：村木よし子
- 波夷羅の水神坊：吉田メタル
- 浅黄：保坂エマ
- 清十郎：川原正嗣[注 1]
- 宮毘羅の猛突：原慎一郎
- 服部半蔵／髑髏党鉄機兵 他：武田浩二
- 因原数馬／髑髏党鉄機兵 他：川島弘之
- 髑髏党鉄機兵 他：加藤学・南誉士広・熊倉功・縄田雄哉・藤田修平・北川裕貴
- アンサンブル：穴沢裕介・生尾佳子・小川慧・上垣内平・小板奈央美・鈴木智久・鈴木奈苗・田代絵麻・鉢嶺杏奈・森加織・渡部又吁

## 製作・エピソード
- 初演時は東京国際演劇祭の共通テーマの「新東京物語」から「江戸ができた話にしよう！」と都合よく曲解して「髑髏城の七人」ができたという[17]。また、前年上演した『仮名絵本西遊記』にて古田新太が楽屋でタバコを吸っていて出トチリをしたため、その罰ゲームとしてタバコを吸う暇もないほど出ずっぱりにさせる作品をとすべく、同じ顔をした捨之介と天魔王の一人二役という趣向が生まれた[18]。

- 初演のテント公演ではトラブルが多数あり、そのエピソードは劇団員が各所で語っている[3][18]。特に初日は、稽古時間が足りずラストシーンの稽古ができないまま幕が開いたという。そのシーンになると、出演者もスタッフもこのシーンを終わらせるタイミングが分からずにいた。そんな中、センターにいた古田が後ろを向くと他の出演者も全員後ろを向き、照明もフェードアウトしていった。この時、後々この作品を象徴するシーンとなる＜7人が並び立つシルエット＞のラストシーンが偶然出来上がったという。

- ストーリーや登場人物の設定には、中島かずきやいのうえひでのりが影響を受けた様々な時代小説・時代劇の要素が取り込まれている[注 3]。特に、後の2005年に舞台化することとなる隆慶一郎の『吉原御免状』の影響は大きく[17]、色里の設定や山の民が登場することなど共通する部分が多くある。また、口上や役名には必殺シリーズの影響も多くある[注 4]。

- 捨之介と贋鉄斎が数多の鉄機兵を切り抜ける「百人斬り」と呼ばれるシーンは、初演から存在する重要な見所のひとつである。捨之介が斬った刀を傍から贋鉄斎が研ぎ直すという立ち回りは、荒唐無稽でありながらも観客を魅了し、定番の見せ場となっている。アオドクロ（2004年）版ではカンテツが、ワカドクロ（2011年）版では兵庫が贋鉄斎に代わり捨之介の刀を研ぐ役を担う。2017年の花鳥風各シーズンにおいては、贋鉄斎が研ぐ道具に趣向が凝らされ、ややオモシロ要素が加わっている。また、シーズン月では捨之介と贋鉄斎に加えて霧丸が参加している。

- 終盤の見せ場である＜捨之介が「鎧斬剣」で天魔王と直接対決する＞シーンは、初演時にはなく（初演の天魔王は捨之介と戦う前に病死していた）、アクションクラブが参加した1997年の再演で初めて登場した[20]。一人二役設定の天魔王の“中の人”をアクションチームのメンバーが演じる[注 2]ことで、捨之介と天魔王の激しい立ち回りが可能となった。また「鎧斬剣」の仕掛けも見所であり、上演ごとに異なった仕掛けが用意されている。

- 『阿修羅城の瞳』に登場する祓刀斎（江戸時代の人物）は、贋鉄斎の子孫にあたる設定だという[21]。

- 1997年の再演版を観劇した市川染五郎は「これぞ現代の歌舞伎だ」と評し、このことが後のInouekabuki Shochiku-mix実現の契機となっている。以降『阿修羅城の瞳』や『アテルイ』に主演し、2004年のアオドクロで満を持して『髑髏城の七人』の捨之介・天魔王を演じた。

## 戯曲
1997年版の戯曲は、ENBU研究所のヨムゲキ現代戯曲シリーズとして刊行されている。2004年のアカドクロ・アオドクロ以降は上演ごとに 論創社より「K.Nakashima Selection」として刊行されている。
- 中島かずき『髑髏城の七人』ヨムゲキ100 現代戯曲シリーズ（2000年 ENBU研究所）ISBN 4899870388
- 中島かずき『アカドクロ／アオドクロ 髑髏城の七人』K.Nakashima selection Vol.10（2004年10月 論創社）ISBN 4-8460-0493-7
- 中島かずき『髑髏城の七人 Ver.2011』K.Nakashima Selection Vol.17（2011年8月 論創社）ISBN 978-4-8460-0973-1
- 中島かずき『髑髏城の七人 花』K.Nakashima Selection Vol.25（2017年3月 論創社）ISBN 978-4-8460-1605-0
- 中島かずき『髑髏城の七人 鳥』K.Nakashima Selection Vol.26（2017年7月 論創社）ISBN 978-4-8460-1628-9
- 中島かずき『髑髏城の七人 風』K.Nakashima Selection Vol.27（2017年9月 論創社）ISBN 978-4-8460-1651-7
- 中島かずき『髑髏城の七人 月』K.Nakashima Selection Vol.28（2017年11月 論創社）ISBN 978-4-8460-1673-9
- 中島かずき『修羅天魔 ～髑髏城の七人 極』K.Nakashima Selection Vol.30（2018年3月 論創社）ISBN 978-4-8460-1707-1

## 劇場版（ゲキ×シネ）
舞台映像を再編集し、映画館で上映するゲキ×シネという企画で、2004年秋にアカドクロ版、2005年春にアオドクロ版を上映。丸の内TOEIを皮切りに、全国主要都市の映画館で上映された。
2013年には、2011年版ワカドクロを新宿バルト9他、ゲキ×シネ史上最多となる全国63劇場で上映。なお、ワカドクロは2013年12月6日から8日にかけてアメリカ合衆国・ロサンゼルスで開催されたLA EigaFest 2013を皮切りに海外でも上映され、2014年ダラス・アジアン映画祭では「観客賞」を受賞している。
2019年には、2017年から2018年にIHIステージアラウンド東京で上演した作品が相次いでゲキ×シネ公開された。『髑髏城の七人～Season風』がシッチェス国際映画祭「Noves Visions コンペティション部門」に、『髑髏城の七人～Season月《下弦の月》』が「上海国際映画祭2019」International Panorama部門に、『修羅天魔　髑髏城の七人～Season極』が「2019 シッチェス国際映画祭」Noves Visions コンペ部門にそれぞれ選出されている。
ゲキ×シネ ラインナップ
- 髑髏城の七人～アカドクロ（2004年公開）
- 髑髏城の七人～アオドクロ（2005年公開）
- 髑髏城の七人(2011)（2013年公開）
- 髑髏城の七人～Season花（2019年公開）
- 髑髏城の七人～Season鳥（2019年公開）
- 髑髏城の七人～Season風（2019年公開）
- 髑髏城の七人～Season月《上弦の月》（2019年公開）
- 髑髏城の七人～Season月《下弦の月》（2019年公開）
- 修羅天魔～髑髏城の七人 Season極（2019年公開）

## 小説版
アカドクロとアオドクロが上演された2004年に、作者である中島かずき自らの手によって小説化され、マガジンハウスから出版された。2008年には講談社より文庫化、さらに2017年にIHIステージアラウンド東京での上演に合わせて講談社から再度文庫化された。
単行本のあとがきによれば、「芝居には芝居の、小説には小説の良さがある」として、芝居では不可能なシーンを書きたいという思いが小説に取り組んだ動機だという。物語の大筋は2004年までに上演したパターンを踏襲しているが、登場人物の背景がより詳細に描かれ、物語の結末は舞台版とは大きく異なる。
また小説版刊行後に上演した2011年のワカドクロや2017年の花鳥風月には、小説版の設定が随所に見受けられる。講談社文庫版のあとがきによれば、ワカドクロ以降、脚本を書き直す際には、「この小説が自分の中で大きな幹として在る」といい、「この小説が原作なのだと今ならはっきり言える」と語っている。
- 中島かずき『髑髏城の七人』（2004年4月 マガジンハウス）ISBN 978-4838714957
- 中島かずき『髑髏城の七人』（2008年5月 講談社文庫）ISBN 978-4-06-275952-6
- 中島かずき『髑髏城の七人』（2017年3月 双葉文庫）ISBN 978-4-575-51978-5